# Orientalisk dans

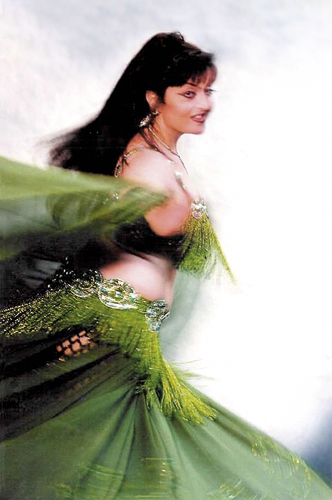
Chryssanthi Sahar Scharf dansar Raqs Sharqi.

Den orientaliska dansens rörelser är sprungna ur gammal folktradition från länderna i norra Afrika och Mellanöstern. 
Enligt muntlig tradition har den rest till Egypten med de folk som senare kom att kallas romer ("zigenare", "gypsies" vilket kommer av en felaktig uppfattning om att de kom från Egypten), vars ursprung finns att hitta i nutidens Rajastan. Den migration som förde dem till bland annat Egypten, där de kallas ghawazee, fortsatte enligt denna teori längs med Medelhavets norra och södra kust. Flamenco sägs enligt samma teori vara resultatet av ett möte mellan de moriska och sydeuropeiska grenarnas dans- och musiktradition. 
Dansformen har utvecklats och spänner över allt från genuin folklore till den mer flärdfulla kabaréstilen (som i väst kallas magdans). Det finns många olika inriktningar och stilar. Den klassiska egyptiska stilen kallas ibland Raqs Sharqi (vilket betyder dans från öst/Orienten) och är den form som mest framförs och lärs ut i Sverige. 
En annan traditionell egyptisk folkloristisk dans är Baladi. Baladi är en urbaniserad form av folkloristiska danser och framförs traditionellt främst av kvinnliga solodansare. Den klassiska ashra baladi-repertoiren utvecklades från den sydegyptiska mansdansen Raqs el-Assaya - käppdansens - musikaliska struktur.
I danserna används ofta ett höftskynke för att markera höfterna. Kabarédansare använder på scen ofta den tvådelade kostym (badla) som man brukar associera med magdans, medan baladi oftast dansas i en snäv, hel klänning som utvecklades från den kvinnodräkt som kallas tob. I vissa typer av den folkloristiska stil som kallas saïdi (från övre, alltså södra Egypten) används även käppar - se Raqs el-Assaya ovan.
Magdans består av en serie olika rörelser, en mycket vanlig rörelse är höftåttor där höften rör sig så att den formar en åtta. Rörelsen kan göras både som vertikala och horisontella åttor.    
Orientalisk dans är en dans som i dagsläget spridit sig över hela världen. Med magdansskolor i de flesta länder och stora orientaliska dansfestivaler dit dansare vallfärdas för att lära sig orientalisk dans.   